# Gouvernement Rumor V
 (septembre 2023).
Si vous disposez d'ouvrages ou d'articles de référence ou si vous connaissez des sites web de qualité traitant du thème abordé ici, merci de compléter l'article en donnant les références utiles à sa vérifiabilité et en les liant à la section « Notes et références ».
République italienne
Rumor IV Moro IV
Le gouvernement Rumor V (Governo Rumor V, en italien) est le vingt-neuvième gouvernement de la République italienne entre le 14 mars et 23 novembre 1974, durant la sixième législature du Parlement.

## Coalition et historique
Dirigé par le président du Conseil des ministres démocrate-chrétien sortant Mariano Rumor, il est soutenu par une coalition entre Démocratie chrétienne (DC), le Parti socialiste italien (PSI) et le Parti social-démocrate italien (PSDI), qui disposent ensemble de 356 députés sur 630 à la Chambre des députés, soit 56,5 % des sièges, et de 179 sénateurs sur 322 au Sénat de la République, soit 55,6 % des sièges.
Il succède au gouvernement Rumor IV, formé par la DC, le PSI, le PSDI et le Parti républicain italien (PRI), contraint à la démission après le retrait des républicains de la coalition. Il démissionne des suites de la division de l'alliance au pouvoir lors du référendum abrogatif de la loi sur le divorce, les démocrates-chrétiens appelant à voter oui, les deux autres formations soutenant le non. Il est finalement remplacé par le quatrième gouvernement du démocrate-chrétien Aldo Moro, formé par la DC et le PRI.

## Composition

### Initiale (14 mars 1974)
- Les nouveaux ministres sont indiqués en gras, ceux ayant changé d'attributions en italique.

| Fonction                                                                                       | Titulaire | Titulaire            | Parti |
| ---------------------------------------------------------------------------------------------- | --------- | -------------------- | ----- |
| Président du Conseil des ministres                                                             |           | Mariano Rumor        | DC    |
| Ministres sans portefeuille                                                                    |           |                      |       |
| Ministre pour l'Organisation de l'administration publique                                      |           | Luigi Gui            | DC    |
| Ministre pour les Biens culturels et l'Environnement                                           |           | Giuseppe Lupis       | PSDI  |
| Ministre pour les Affaires régionales                                                          |           | Mario Toros          | DC    |
| Ministre pour les Interventions extraordinaires dans le Mezzogiorno                            |           | Giacomo Mancini      | PSI   |
| Ministre pour les Relations avec le Parlement                                                  |           | Giovanni Gioia       | DC    |
| Ministre pour la coordination des Initiatives pour la recherche scientifique et technologiques |           | Giovanni Pieraccini  | PSI   |
| Ministres                                                                                      |           |                      |       |
| Ministre des Affaires étrangères                                                               |           | Aldo Moro            | DC    |
| Ministre de l'Intérieur                                                                        |           | Paolo Emilio Taviani | DC    |
| Ministre des Grâces et de la Justice                                                           |           | Mario Zagari         | PSI   |
| Ministre du Budget et de la Programmation économique                                           |           | Antonio Giolitti     | PSI   |
| Ministre des Finances                                                                          |           | Mario Tanassi        | PSDI  |
| Ministre du Trésor                                                                             |           | Emilio Colombo       | DC    |
| Ministre de la Défense                                                                         |           | Giulio Andreotti     | DC    |
| Ministre de l'Instruction publique                                                             |           | Franco Malfatti      | DC    |
| Ministre des Travaux publics                                                                   |           | Salvatore Lauricella | PSI   |
| Ministre de l'Agriculture et des Forêts                                                        |           | Antonio Bisaglia     | DC    |
| Ministre des Transports et de l'Aviation civile Ministre des Transports (14/08/1974)           |           | Luigi Preti          | PSDI  |
| Ministre des Postes et des Télécommunications                                                  |           | Giuseppe Togni       | DC    |
| Ministre de l'Industrie, du Commerce et de l'Artisanat                                         |           | Ciriaco De Mita      | DC    |
| Ministre du Travail et de la Sécurité sociale                                                  |           | Luigi Bertoldi       | PSI   |
| Ministre du Commerce extérieur                                                                 |           | Matteo Matteotti     | PSDI  |
| Ministre de la Marine marchande                                                                |           | Diogini Coppo        | DC    |
| Ministre des Participations de l'État                                                          |           | Antonino Gullotti    | DC    |
| Ministre de la Santé                                                                           |           | Vittorino Colombo    | DC    |
| Ministre du Tourisme et du Divertissement                                                      |           | Camillo Ripamonti    | DC    |